# L'Invention de la solitude
L'Invention de la solitude (titre original : The Invention of Solitude) est un récit de l'écrivain américain Paul Auster, son premier livre, paru en 1982 et traduit en français par Christine Le Bœuf en 1988 aux éditions Actes Sud.

## Résumé
Le livre comprend deux parties, Portrait d’un homme invisible, qui relate la mort subite du père de Paul Auster, et Le Livre de la mémoire, dans lequel l’auteur expose son point de vue sur des thèmes tels que le hasard, le destin et la solitude, devenus par la suite fréquents dans son œuvre.
Portrait d’un homme invisible
La première partie est une méditation sur la notion d’absence, en rapport avec le décès récent du père de l’auteur, Samuel Auster.
« De son vivant déjà, il était absent, et ses proches avaient appris depuis longtemps à accepter cette absence, à y avoir une manifestation fondamentale de son être. » Auster reconstruit la vie de son père à partir des objets qu’il a laissés derrière lui, ce qui l’amène à s’intéresser également au destin de ses grands-parents paternels. Il réfléchit également à ses rapports avec son père et avec son fils Daniel.
Le Livre de la mémoire
La seconde partie du livre constitue plutôt un essai critique où Auster examine de nombreux thèmes qui se retrouveront par la suite dans ses livres : l’ordre des événements, l’absurdité, le hasard, les rapports père/fils. Loin d’être abstraites, ces réflexions sont nourries de souvenirs d’enfance et de lectures.
Les premières pages du Livre de la mémoire évoquent également les méthodes mnémotechniques et quelques-uns des auteurs qui ont écrit à ce sujet – Raymond Lulle, Robert Fludd et Giordano Bruno.